# Guillaume de Putot
Guillaume de Putot est le 11e abbé de Fécamp.

## Biographie
Né à Putot, il devient moine de Fécamp. Docteur de l'université de Paris, il est élu abbé de Fécamp en 1284 et succède à Richard de Treigos.

### Décimes et droits de haute justice

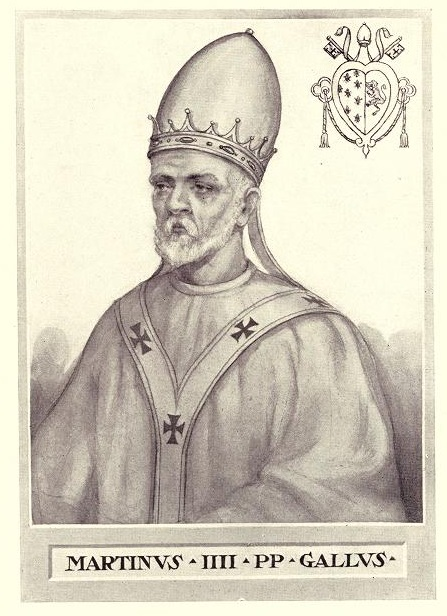
Le pape Martin IV

Rappelant par là que la coûteuse croisade d'Aragon est contemporaine de son abbatiat, Léon Fallue fait de Guillaume de Putot l'héritier et l'acteur de longs débats avec la représentation royale, dont il situe l'origine dans le désaccord de l'abbaye de Fécamp sur la levée des décimes consentie au roi Philippe III le Hardi par le pape Martin IV lorsque, après les Vêpres siciliennes (massacre de tous les Français établis en Sicile, 31 mars 1282), ce dernier excommunie Pierre III d'Aragon et confie le royaume d'Aragon à Charles de Valois contre qui la révolte aragonaise va suivre. 
Guillaume de Putot s'oppose de même ensuite au roi Philippe IV le Bel sur la remise en cause des droits de haute justice détenus par l'abbaye, accordés par les ducs de Normandie. Le roi confirme ces droits en 1288 par lettres patentes avant de les étendre sur toutes les terres de l'abbaye.

### Abbé bâtisseur
Décrit par Euphème Carré de Busserolle et par Henri Gourdon de Genouillac comme « recommandable par sa piété, sa prudence et sa fermeté », il fait construire le château des Hogues ainsi que plusieurs édifices importants situés à l'intérieur de l'abbaye où il réalise également l’adduction d'eau dans le cloître par des canaux issus de la fontaine Gohier,. Il réalise encore notamment en 1292 l'hôtel des abbés de Fécamp, hôtel particulier dont subsiste la reconstruction du XVIe siècle au no 5 rue Hautefeuille dans le 6e arrondissement de Paris.

### Mort et sépulture

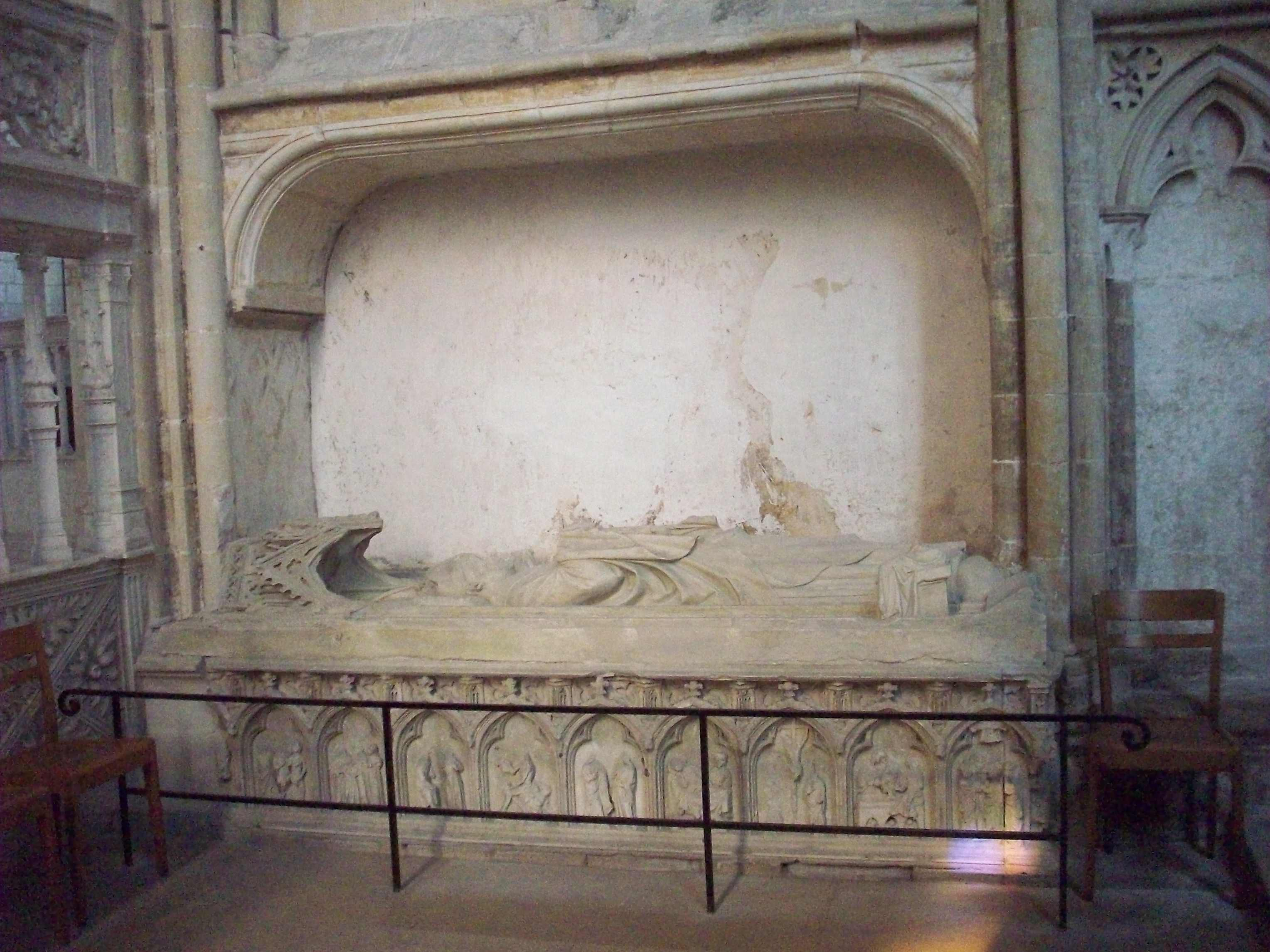
Gisant de Guillaume de Putot

Guillaume de Putot meurt en 1296. Il est inhumé dans la chapelle Saint-André du côté de la chapelle Notre-Dame. Son gisant du XIVe siècle, en pierre, sous enfeu, se trouve aujourd'hui dans la chapelle Saint-Joseph et a été classé M.H. au titre immeuble en 1840. Jean Vallery-Radot le décrit « revêtu des vêtements pontificaux, couché sur une magnifique et large dalle de pierre ornée d'un décor très soigné, dont le style nettement rayonnant semble en avance, comme c'est souvent le cas dans les monuments de l'art décoratif, sur l'architecture contemporaine. Des deux côtés du gisant sont dessinés, en relief sur la dalle même, deux arcs engagés, très allongés, dont les gâbles se confondent avec ceux du dais délicatement ouvragé… Dans le champ de ces arcs secondaires, on remarque des fragments de statuettes brisées, sans doute des figurines d'anges thuriféraires. Le gisant a conservé sa tête couverte de la mitre, mais les avant-bras sont brisés. On notera l'aisance avec laquelle le ciseau de l'artiste a fouillé les amples et profonds plis des vêtements liturgiques, et l'on notera aussi que ces plis, comme dans beaucoup d'effigies funèbres de l'époque, ont été traités comme si la statue avait dû être placée debout et non pas couchés. Les charmantes scènes qui décorent le soubassement sont encadrées par de petits arcs brisés, délicatement ornés, mais quelques-uned d'entre elles ne sont malheureusement pas visibles car le tombeau fut incrusté à la place actuelle après la construction de la chapelle ». Les scènes ainsi visibles sont au nombre de onze, les deux dernières, curieusement, étant chronologiquement inversée :
- Une figurine féminine mutilée, « Ève sans aucun doute » ;
- Adam et Ève chassés du Paradis terrestre ;
- Adam et Ève couvrant leur nudité ;
- Adam (qui bêche la terre) et Ève (qui file) soumis à la loi du travail ;
- Job ;
- L'Annonciation ;
- La Nativité ;
- Le Crucifixion ;
- Les Saintes femmes au tombeau ;
- L'Ascension ;
- La Résurrection.

## Héraldique
Guillaume de Putot portait : d'or à un croissant d'azur, vêtu de même.